# Chiesa di San Giacomo (Ittireddu)
La chiesa di San Giacomo è una chiesa campestre situata in territorio di Ittireddu, centro abitato della Sardegna centrale. Consacrata al culto cattolico, fa parte della parrocchia di Nostra Signora Inter Montes, diocesi di Ozieri.
La chiesa, che dista dal paese poco più di un chilometro, risale al XII secolo e fu in antichità sede parrocchiale di Querquedo, villaggio medievale ormai scomparso. Edificata in forme romaniche con pietra trachitica presenta un'aula mononavata con copertura in legno. 
Il 25 luglio di ogni anno vi si svolge una processione a cavallo  in onore del santo (santu Jagu) che è il  patrono del paese.